# Orbitali di frontiera

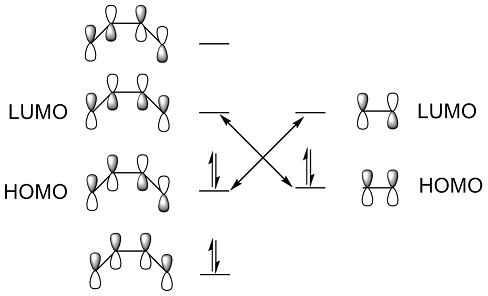
HOMO e LUMO di una molecola di butadiene (a sinistra) ed etilene (a destra). La combinazione di tali orbitali dà luogo ad una reazione di Diels-Alder che porta alla formazione del cicloesene.

Con il termine orbitali di frontiera (FMO, frontier molecular orbitals) ci si riferisce a due differenti tipi di orbitali definiti HOMO (highest occupied molecular orbital, orbitale molecolare a più alta energia occupato) e LUMO (lowest unoccupied molecular orbital, orbitale molecolare a più bassa energia non occupato). Spesso capita anche di utilizzare il termine SOMO (singly occupied molecular orbital, orbitale molecolare singolarmente occupato) in relazione alla descrizione della struttura elettronica di una specie radicalica.
Gli orbitali HOMO/LUMO sono importanti sia per l'instaurarsi del legame chimico sia nell'ambito della spettroscopia. In particolare, un legame chimico si stabilisce quando un orbitale HOMO di una molecola interagisce con l'orbitale LUMO di un'altra molecola reagente, originando una nuova configurazione stabilizzata. Nell'ambito spettroscopico, la natura e la differenza di energia degli orbitali HOMO/LUMO è in grado di fornire informazioni fondamentali quali la stabilità e reattività della molecola, oltre alla sua caratterizzazione analitica e strutturale.
Nell'ambito dei semiconduttori organici, l'HOMO rappresenta l'analogo della banda di valenza dei conduttori inorganici, mentre il LUMO presenta analogia con la banda di conduzione. La differenza di energia HOMO/LUMO rappresenta il band gap.
Quando una molecola forma un dimero o un aggregato polimerico, l'interazione tra gli orbitali delle differenti molecole provoca una separazione dei livelli energetici HOMO/LUMO. Questa separazione genera dei sottolivelli vibrazionali caratterizzati da un proprio valore di energia, leggermente differente l'uno dall'altro. Il numero di sottolivelli vibrazionali è legato al numero totale di orbitali molecolari che interagiscono. Quando abbastanza molecole si influenzano l'un l'altra, esistono così tanti sottolivelli vibrazionali da formare in pratica un continuum energetico: in questo caso si otterranno le cosiddette "bande energetiche".
Alcune considerazioni generali possono aiutare a stabilire quali siano gli HOMO e i LUMO di una molecola. In genere, l'HOMO è costituito da doppietti elettronici su atomi quali l'ossigeno o l'azoto che sono molto alti in energia e dunque facilmente utilizzabili in un attacco nucleofilo. Il LUMO è paragonabile a un elettrofilo, come nel caso del legame carbonilico: un'area della molecola dove vi è una mancanza di elettroni. 
L'HOMO e il LUMO tendono ad essere orbitali π o p (d nei metalli di transizione) dato che essi sono rispettivamente i più alti in energia se occupati, ma anche i più bassi se vuoti. Orbitali σ o s tendono a formare legami molto più forti e quindi lontani energeticamente dal livello dei FMO.
La forma dei FMO nello spazio determina anche l'angolo e la traiettoria tramite le quali le reazioni avverranno. Per un legame carbonilico ad esempio nel LUMO il coefficiente maggiore si trova sull'atomo di carbonio (poiché l'ossigeno attrae verso di sé gli elettroni del legame), e quindi l'attacco nucleofilo avviene sul carbonio (angolo di Bürgi-Dunitz).